# ريتشارد غريغ
ريتشارد غريغ (بالإنجليزية: Richard Gregg)‏ هو عالم اجتماع وفيلسوف أمريكي، ولد في 1885 في كولورادو سبرينغس في الولايات المتحدة، وتوفي في 1974.